# القص (حجة)
القص هي إحدى قرى الجمهورية اليمنية. وهي تتبع جغرافيًا لمحافظة حجة. وإداريًا لمديرية حرض. يبلغ تعداد سكانها 2176 نسمة حسب الإحصاء الذي أجري عام 2004.